# WWF No Mercy (jeu vidéo)
Cet article concerne le jeu vidéo. Pour l'événement sportif du même nom, voir WWE No Mercy.
WWF No Mercy est un jeu vidéo de catch professionnel commercialisé et publié par THQ en 2000 sur Nintendo 64. Développé par Asmik Entertainment et Aki Corporation, publié par THQ, il fait référence au pay-per-view WWE No Mercy. Il est régulièrement cité comme étant le meilleur jeu de catch toutes plateformes confondues, brillant par son système de jeu, sa durée de vie, sa diversité et sa liste étendue de catcheurs jouables.

## Système de jeu
Certains éléments du jeu WrestleMania 2000 ont été ajoutés à No Mercy. Les entrées des catcheurs ont été écourtées, et les joueurs ne peuvent donc pas apercevoir les catcheurs entrer dans le ring. Par exemple, Triple H est montré en train de cracher de l'eau devant le public puis entrer directement sur le ring. Les options pour les ceintures ont également changé ; les joueurs se doivent de gagner leur ceinture plutôt que de les personnaliser. Cependant, No Mercy met en avant un mode de création de catcheurs plus étendu en ce qui concerne l'attribution des parties corporelles, mouvements et vêtements. Le mode histoire est également plus étendu, comparé au mode carrière du jeu WrestleMania. Chaque titre de la WWF possède sa propre histoire. Pour le WWF Championship, les joueurs peuvent choisir n'importe quel catcheur pour combattre Mankind et Triple H, les champions en titre de la WWF au milieu des années 2000. Après avoir gagné son titre, le joueur peut rejouer le mode histoire et défendre son titre dans une variété de nouveaux contextes.

## Accueil
No Mercy a été positivement accueilli sur IGN avec un 9 sur 10, sur GameSpot avec un 7,7 sur 10 et sur Game Revolution avec un B+. Au total, le jeu obtient une moyenne de 89 % sur Metacritic. Sur GameRankings, il obtient une moyenne de 85%.